# 파르만 MF.7

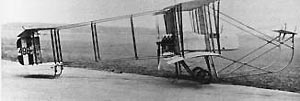
MF.7 복엽 정찰기

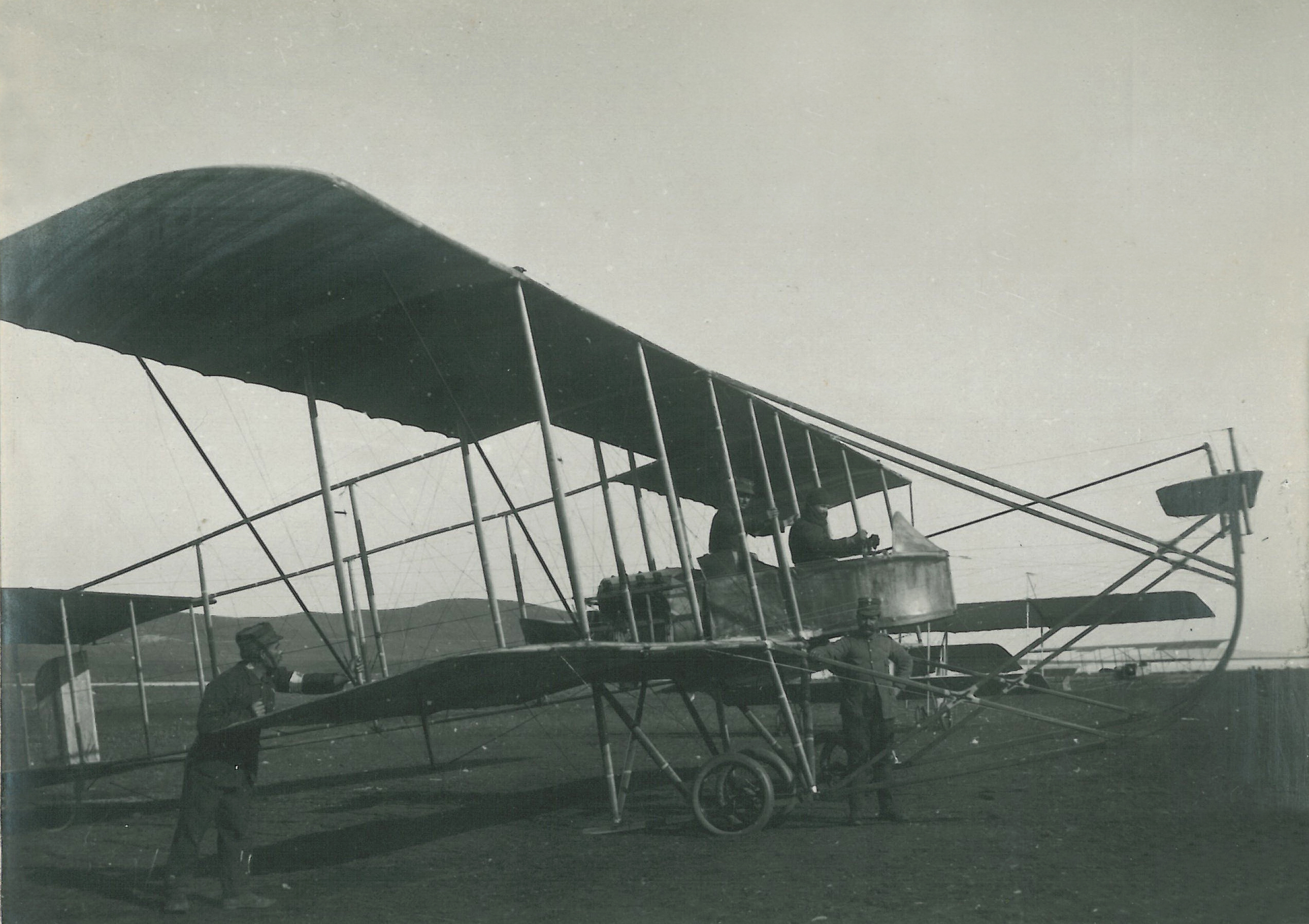
1912년 프레 베자에서 복 MF.7 롱혼

마우리스 파르만 MF.7 롱혼(Maurice Farman MF.7 Longhorn)은 1차 세계 대전 전에 개발된 프랑스 정찰 복엽기이다. 훈련기로써 사용되기전, 1차 세계 대전의 초기 단계에서 프랑스 및 영국이 사용하였다.

## 설계
이 복엽기는 프랑스 회사 르노의 "푸셔" 엔진을 장착했다.

## 운용 역사
- 60대의 MF.7이 노르웨이에 팔렸으며, 노르웨이 육군 항공 서비스가 운용하였다.
- 여러 대의 MF.7이 1차 세계 대전 칭따오 전투에서 일본군에 의해 사용되었으나, 독일군이 가동했던 유일한 비행기에 의해 격추되었다.
- 영국 인도 군에 의해 제공된 MF.7로 호주 비행단이 1915-1916년 메소포타미아 작전에 사용하였다.